# Eemster
Eemster é uma cidade dos Países Baixos, na província de Drente. Eemster pertence ao município de Westerveld, e está situada a 16 km, a norte de Hoogeveen.
A área de Eemster, que também inclui as partes periféricas da cidade, bem como a zona rural circundante, tem uma população estimada em 340 habitantes.